# Барон Росмор

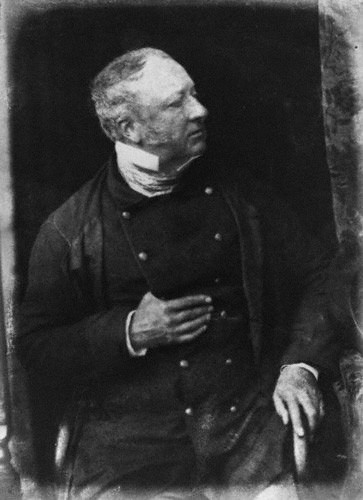
Генри Роберт Вестенра, 3-й барон Росмор (1792—1860)

Барон Росмор из Монахана в графстве Монахан — наследственный титул в системе Пэрства Ирландии.

## История
Титул барона Росмора был создан 19 октября 1796 года для ирландского офицера британской армии и политика Роберта Канингема (1726—1801), с правом наследования для племянников его жены Элизабет Мюррей (ок. 1733—1824), Генри Александра Джонса (сын Теофила Джонса и Энн Мюррей, старшей сестра Элизабет), и Уорнера Уильяма Вестенры и Генри Вестенры, сыновей Генри Вестенры и Гарриет Мюррей, младшей сестры Элизабет. Роберт Канингем заседал в Ирландской Палате общин от Талска (1751—1761), Армы (1761—1768) и Манахана (1768—1796), а также представлял Ист-Гринстед в Палате общин Великобритании (1788—1789). Роберт Канингем был генералом британской армии и служил в качестве главнокомандующего в Ирландии (1793—1796). С января по август 1801 года он также заседал в Палате лордов как ирландский пэр-представитель.
Лорд Росмор скончался бездетным, и его сменил его племянник Уорнер Уильям Вестенра, 2-й барон Росмор (1765—1842). Он представлял Монахан в Ирландской Палате общин (1800) и Монахан в Британской Палате общин (1801), а также служил в качестве лорда-лейтенанта Монахана (1831—1842). 7 июля 1838 года для него был создан титул барона Росмора из Монахана в графстве Монахан в системе Пэрства Соединённого королевства. Этот титул давал ему и его потомкам автоматическое место в Палате лордов Великобритании. Его старший сын, Генри Роберт Вестенра, 3-й барон Росмор (1792—1860), представлял Монаган в парламенте от партии вигов (1818—1830, 1831—1832, 1834, 1835—1842) и служил в качестве лорда-лейтенанта графства Монахан (1843—1852). Его младший сын, Деррик Уорнер Уильям Вестенра, 5-й барон Росмор (1853—1921), который сменил своего старшего бездетного брата в 1874 году, занимал пост лорда-лейтенанта графства Монахан (1897—1921). 
По состоянию на 2025 год носителем титула является Бенедикт Уильям Вестенра, 8-й барон Росмор, сын Уильяма Уорнера Вестенра, 7-го барона Росмора (1931—2021), который стал наследовал своему отцу в 2021 году.
Семья Вестенра имеет голландское происхождение. Уорнер Вестенра (умер 1676) эмигрировал в Дублин и стал ирландским подданным. Уорнер Вестенра, дед 2-го барона, представлял Мэриборо в Ирландской Палате общин. Генри Вестенра, отец 2-го барона, представлял графство Монахан в парламенте Ирландии. Достопочтенный Джон Вестенра (1798—1874), третий сын 2-го барона, был членом парламента от Графства Короля.
Семейной резиденцией баронов Росмор был замок Росмор (также известен как Росмор Парк), недалеко от города Монахан, графство Монахан в Ирландии.

## Бароны Росмор (1796)
- 1796—1801: Роберт Канингем, 1-й барон Росмор[англ.] (18 апреля 1726 — 6 августа 1801), сын полковника Дэвида Канингема (1692—1770)[1]
- 1801—1842: Уорнер Уильям Вестенра, 2-й барон Росмор[англ.] (14 октября 1765 — 10 августа 1842), старший сын Генри Вестенры (род. 1742) и Гарриет Мюррей, сестры Элизабет Мюррей, жены Роберта Канингема[2]
- 1842—1860: Генри Роберт Вестенра, 3-й барон Росмор[англ.] (24 августа 1792 — 1 декабря 1860), старший сын предыдущего[3]
- 1860—1874: Генри Кэрнс Вестенра, 4-й барон Росмор[англ.] (14 ноября 1851 — 28 марта 1874), старший сын предыдущего[4]
- 1874—1921: Деррик Уорнер Уильям Вестенра, 5-й барон Росмор[англ.] (7 февраля 1853 — 31 января 1921), второй сын 2-го барона Росмора, младший брат предыдущего[5]
- 1921—1958: Уильям Вестенра, 6-й барон Росмор (12 июля 1892 — 17 октября 1958), старший сын предыдущего[6]
- 1958—2021: Уильям Уорнер Вестенра, 7-й барон Росмор (14 февраля 1931 — 4 мая 2021), единственный сын предыдущего[7]
- 2021 — настоящее время: Бенедикт Уильям Вестенра, 8-й барон Росмор (род. 6 марта 1983), единственный сын предыдущего[8].